# Військовий округ Богемії і Моравії

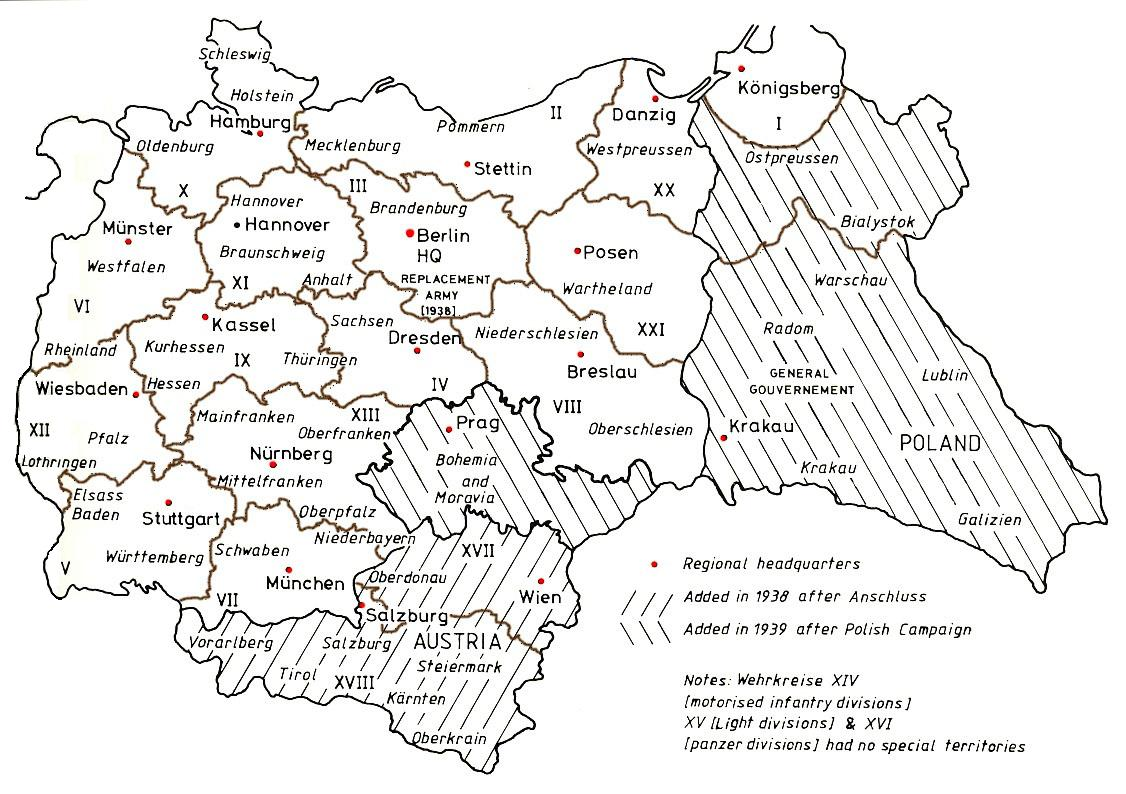
Карта військово-адміністративного розподілу Третього Рейху на 1944 рік

Військовий округ Богемії і Моравії (нім. Wehrkreis Böhmen und Mähren) — одиниця військово-адміністративного поділу Збройних сил Німеччини за часів Третього Рейху.

## Історія
Військовий округ Богемії і Моравії організований восени 1939 року на території окупованої Чехословаччини (сучасна Чехія), так званому Протектораті Богемії та Моравії.
Штаб-квартира округу розміщувалася в Празі.

## Командування

### Командувачі
- генерал від інфантерії Еріх Фрідерікі (нім. Erich Friderici) (1 квітня 1939 — 27 жовтня 1941);
- генерал від інфантерії Рудольф Туссен (нім. Rudolf Toussaint) (1 листопада 1941 — 31 серпня 1943);
- генерал танкових військ Фердинанд Шаль (нім. Ferdinand Schaal) (1 вересня 1943 — 26 липня 1944)[1];
- генерал від інфантерії Рудольф Туссен (26 липня 1944 — 8 травня 1945).